# 海福特猪

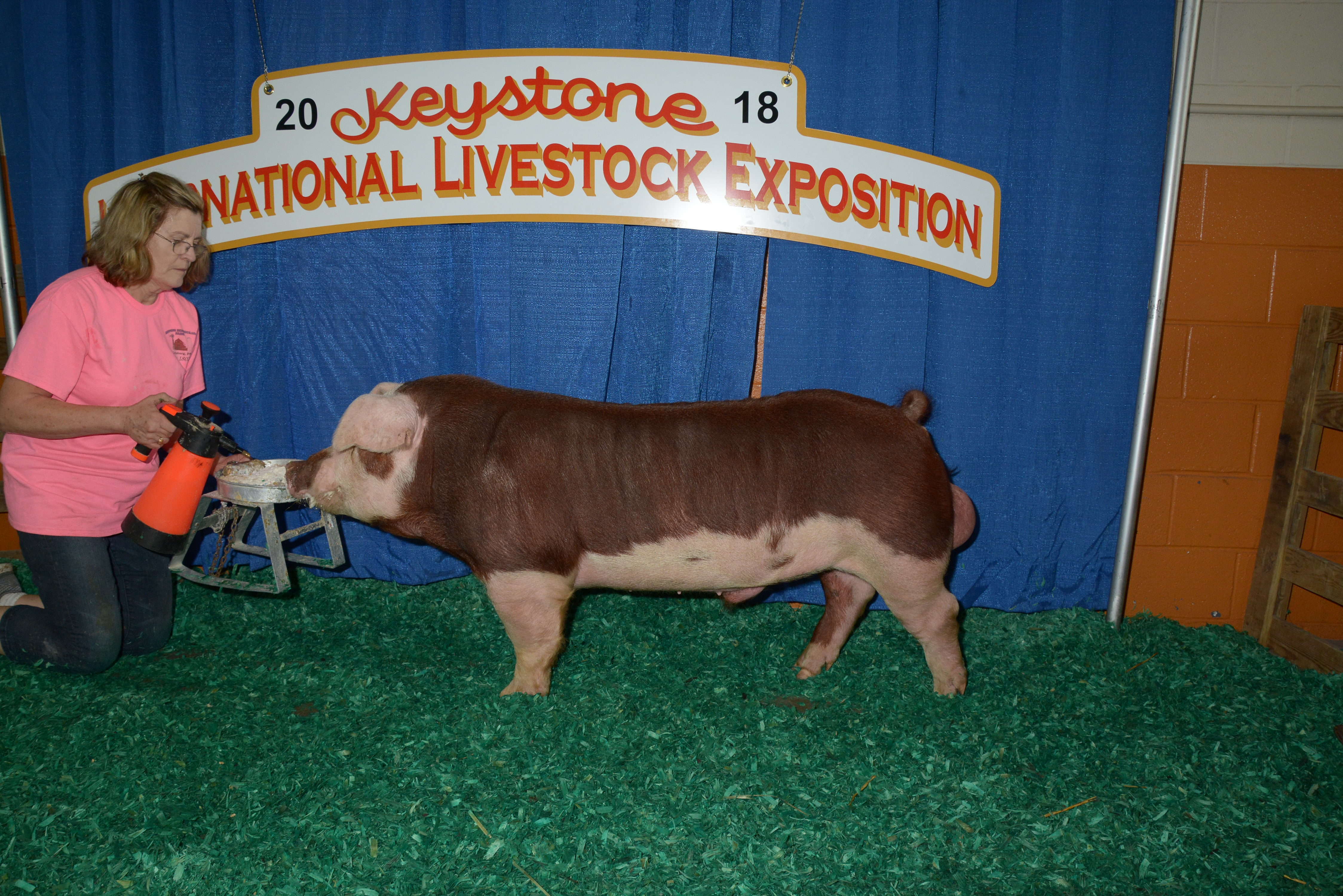
冠军赫里福德野猪

海福特猪是猪的品种之一，分布较少。

## 品种起源
第一头海福特猪来自密苏里州拉普拉塔市的的农场。先生据说在1902年就建立了第一个杂交品种，并最终加入了许多品种。

## 品种特征
有着类似海福特牛的有色斑纹。理想的海福特猪具有白色的头和耳朵、蹄、尾尖以及下体轮廓的白色斑纹。